# Olympische Winterspiele 1988/Teilnehmer (Australien)
| Gelbes Symbol für Goldmedaillen mit stilisierten Olympischen Ringen | Graues Symbol für Silbermedaillen mit stilisierten Olympischen Ringen | Braundes Symbol für Bronzemedaillen mit stilisierten Olympischen Ringen |
| ------------------------------------------------------------------- | --------------------------------------------------------------------- | ----------------------------------------------------------------------- |
| —                                                                   | —                                                                     | —                                                                       |

Australien nahm an den Olympischen Winterspielen 1988 im kanadischen Calgary mit einer Delegation von 19 Athleten in sechs Disziplinen teil, davon 17 Männer und 2 Frauen. Ein Medaillengewinn gelang keinem der Athleten.
Fahnenträger bei der Eröffnungsfeier war der Eisschnellläufer Michael Richmond.

## Teilnehmer nach Sportarten

### Biathlon
- Andrew Paul
10 km Sprint: 62. Platz (30:36,6 min)
20 km Einzel: 57. Platz (1:08:59,3 h)

### Bob
Männer, Zweier
- Angus Stuart, Martin Harland (AUS-1)
23. Platz (4:01,23 min)

- Adrian Di Piazza, Simon Dodd (AUS-2)
26. Platz (4:02,61 min)

Männer, Vierer
- Adrian Di Piazza, Martin Harland, Simon Dodd, Stephen Craig (AUS-1)
23. Platz (3:53,34 min)

### Eiskunstlauf
Männer
- Cameron Medhurst
19. Platz (37,2)

Frauen
- Tracy Brook
nicht für die Kür qualifiziert

Eistanz
- Monica MacDonald & Rodney Clarke
20. Platz (40,0)

### Eisschnelllauf
Männer
- Michael Richmond
500 m: 23. Platz (37,77 s)
1000 m: 14. Platz (1:14,61 min)
1500 m: 12. Platz (1:54,95 min)

- Phillip Tahmindjis
1000 m: 31. Platz (1:16,38 min)
1500 m: 32. Platz (1:57,63 min)

- Danny Kah
1500 m: 14. Platz (1:55,19 min)
5000 m: 10. Platz (6:52,14 min)

- Colin Coates
10.000 m: 26. Platz (14:41,88 min)

### Ski Alpin
Männer
- Peter Forras
Abfahrt: Rennen nicht beendet
Kombination: Rennen nicht beendet

- Steven Lee
Abfahrt: 22. Platz (2:04,46 min)
Super-G: Rennen nicht beendet
Riesenslalom: 36. Platz (2:17,54 min)
Kombination: Rennen nicht beendet

- Richard Biggins
Super-G: 31. Platz (1:47,38 min)
Riesenslalom: 32. Platz (2:15,48 min)
Slalom: Rennen nicht beendet

### Skilanglauf
Männer
- Chris Heberle
15 km klassisch: 33. Platz (45:19,5 min)
30 km klassisch: 45. Platz (1:34:25,6 h)

- David Hislop
15 km klassisch: 70. Platz (50:19,8 min)
30 km klassisch: 62. Platz (1:38:48,8 h)